# Прапор Нагірно-Карабаської Республіки
Прапор Нагірно-Карабаської Республіки був розроблений на основі вірменського триколора — три рівновеликі горизонтальні смуги: червона, синя та помаранчева, що символізує історичну й культурну єдність з Вірменією. Від вірменського прапора прапор НКР відрізняє візерунок білого кольору, який вказує на те, що Нагірно-Карабаська Республіка була самостійною державою. Візерунок також нагадує орнамент, який використовується на традиційних вірменських килимах.
Прапор був затверджений 2 червня 1992 року. Співвідношення сторін прапора 1:2.
Автором прапора є Лаврент Галаян.